# 이은주 (1964년)
이은주(李銀珠, 1964년 10월 23일, 전라북도 김제시 ~ )은 대한민국의 제4·5대 울산광역시의회 의원이었다.

## 학력
- 이화여자대학교 영어영문학 학사

## 경력
- 울산 동구 가정폭력상담소 소장
- 여성부 성희롱예방교육 전문 강사
- 울산광역시 여성회 상담복지사업 위원장
- 민주노동당 학교급식특별위원회 위원장
- 2006.07 ~ 2010.06 제4대 울산광역시의회 의원
- 2006.07 ~ 2008.07 제4대 울산광역시의회 전반기 교육사회위원회 위원
- 2006.07 ~ 2008.07 제4대 울산광역시의회 전반기 예산결산특별위원회 위원
- 2008.07 ~ 2010.06 제4대 울산광역시의회 후반기 의회운영위원회 위원
- 2008.07 ~ 2010.06 제4대 울산광역시의회 후반기 교육사회위원회 위원
- 2008.07 ~ 2010.06 제4대 울산광역시의회 후반기 예산결산특별위원회 위원
- 2008.10 ~ 2011.12 민주노동당 울산시당 부위원장
- 2010.07 ~ 2011.12 제5대 울산광역시의회 의원
- 2010.07 ~ 2011.12 제5대 울산광역시의회 전반기 환경복지위원회 위원장
- 2011.12 ~ 2012.07 통합진보당 울산광역시당 부위원장
- 2012.07 ~ 2014.06 통합진보당 울산광역시당 동구 지역위원회 위원장
- 2018.08 ~ 2020.06 민중당 울산광역시당 동구 지역위원회 위원장
- 2024.06 ~ 진보당 울산광역시당 동구 지역위원회 위원장

## 역대 선거 결과
|  | 28.70% |

|  | 51.28% |

|  | 55.00% |

|  | 43.62% |

|  | 32.28% |

|  | 35.35% |